# Ондржей Челустка
Ондржей Челустка (чеськ. Ondřej Čelůstka, нар. 18 червня 1989, Злін) — чеський футболіст, захисник турецького клубу «Бодрум».
Виступав, зокрема, за клуби «Трабзонспор», «Нюрнберг» та «Антальяспор», а також національну збірну Чехії.

## Клубна кар'єра
Народився 18 червня 1989 року в місті Злін. Вихованець футбольної школи клубу «Тескома» (Злін).
У дорослому футболі дебютував 2007 року виступами за команду клубу «Тескома» (Злін), в якій провів два сезони, взявши участь у 24 матчах чемпіонату.
Згодом з 2009 по 2010 рік грав у складі команд клубів «Славія» та «Палермо».
Своєю грою за останню команду привернув увагу представників тренерського штабу клубу «Трабзонспор», до складу якого приєднався 2011 року. Відіграв за команду з Трабзона наступні три сезони своєї ігрової кар'єри.
Протягом 2013—2015 років захищав кольори клубів «Сандерленд» та «Нюрнберг».
До складу клубу «Антальяспор» приєднався 2015 року. Відтоді встиг відіграти за команду з Анталії 63 матчі в національному чемпіонаті.

## Виступи за збірні
У 2008 році дебютував у складі юнацької збірної Чехії, взяв участь у 2 іграх на юнацькому рівні.
Протягом 2009–2011 років залучався до складу молодіжної збірної Чехії. На молодіжному рівні зіграв у 22 офіційних матчах, забив 1 гол.
У 2013 році дебютував в офіційних матчах у складі національної збірної Чехії. Наразі провів у формі головної команди країни 33 матчі, забивши 3 голи.
| Дата       | Місто          | Господарі  | Результат | Гості             | Турнір                               | Голи | Примітки |
| ---------- | -------------- | ---------- | --------- | ----------------- | ------------------------------------ | ---- | -------- |
| 15-11-2013 | Оломоуць       | Чехія      | 2 – 0     | Канада            | товариський матч                     | 1    |          |
| 22-3-2017  | Усті-над-Лабем | Чехія      | 3 – 0     | Литва             | товариський матч                     | -    | 46'      |
| 5-6-2017   | Брюссель       | Бельгія    | 2 – 1     | Чехія             | товариський матч                     | -    | 46'      |
| 8-11-2017  | Доха           | Ісландія   | 1 – 2     | Чехія             | товариський матч                     | -    |          |
| 13-10-2018 | Трнава         | Словаччина | 1 – 2     | Чехія             | Ліга націй УЄФА 2018-2019 - 1-й етап | -    |          |
| 16-10-2018 | Харків         | Україна    | 1 – 0     | Чехія             | Ліга націй УЄФА 2018-2019 - 1-й етап | -    | 19'      |
| 15-11-2018 | Гданськ        | Польща     | 0 – 1     | Чехія             | товариський матч                     | -    |          |
| 19-11-2018 | Прага          | Чехія      | 1 – 0     | Словаччина        | Ліга націй УЄФА 2018-2019 - 1-й етап | -    |          |
| 22-3-2019  | Лондон         | Англія     | 5 – 0     | Чехія             | Відбір до ЧЄ 2020                    | -    |          |
| 26-3-2019  | Прага          | Чехія      | 1 – 3     | Бразилія          | товариський матч                     | -    | 58'      |
| 7-6-2019   | Прага          | Чехія      | 2 – 1     | Болгарія          | Відбір до ЧЄ 2020                    | -    |          |
| 10-6-2019  | Оломоуць       | Чехія      | 3 – 0     | Чорногорія        | Відбір до ЧЄ 2020                    | -    |          |
| 7-9-2019   | Приштина       | Косово     | 2 – 1     | Чехія             | Відбір до ЧЄ 2020                    | -    | 18'      |
| 10-9-2019  | Подгориця      | Чорногорія | 0 – 3     | Чехія             | Відбір до ЧЄ 2020                    | -    |          |
| 11-10-2019 | Прага          | Чехія      | 2 – 1     | Англія            | Відбір до ЧЄ 2020                    | -    |          |
| 14-10-2019 | Прага          | Чехія      | 2 – 3     | Північна Ірландія | товариський матч                     | -    | 46'      |
| 14-11-2019 | Пльзень        | Чехія      | 2 – 1     | Косово            | Відбір до ЧЄ 2020                    | 1    |          |
| 17-11-2019 | Софія          | Болгарія   | 1 – 0     | Чехія             | Відбір до ЧЄ 2020                    | -    |          |
| 4-9-2020   | Братислава     | Словаччина | 1 – 3     | Чехія             | Ліга націй УЄФА 2020—2021 - 1-й етап | -    |          |
| 11-10-2020 | Хайфа          | Ізраїль    | 1 – 2     | Чехія             | Ліга націй УЄФА 2020—2021 - 1-й етап | -    |          |
| 14-10-2020 | Глазго         | Шотландія  | 1 – 0     | Чехія             | Ліга націй УЄФА 2020—2021 - 1-й етап | -    | 20'      |
| 24-3-2021  | Таллінн        | Естонія    | 2 – 6     | Чехія             | Відбір до ЧС 2022                    | -    | 85'      |
| 27-3-2021  | Прага          | Чехія      | 1 – 1     | Бельгія           | Відбір до ЧС 2022                    | -    |          |
| 30-3-2021  | Кардіфф        | Уельс      | 1 – 0     | Чехія             | Відбір до ЧС 2022                    | -    |          |
| 4-6-2021   | Болонья        | Італія     | 4 – 0     | Чехія             | товариський матч                     | -    | 46'      |
| 8-6-2021   | Прага          | Чехія      | 3 – 1     | Албанія           | товариський матч                     | 1    |          |
| 14-6-2021  | Глазго         | Шотландія  | 0 – 2     | Чехія             | ЧЄ 2020 - груповий етап              | -    |          |
| 18-6-2021  | Глазго         | Хорватія   | 1 – 1     | Чехія             | ЧЄ 2020 - груповий етап              | -    |          |
| 22-6-2021  | Лондон         | Англія     | 1 – 0     | Чехія             | ЧЄ 2020 - груповий етап              | -    |          |
| 27-6-2021  | Будапешт       | Нідерланди | 0 – 2     | Чехія             | ЧЄ 2020 - 1/8 фіналу                 | -    |          |
| 3-7-2021   | Баку           | Чехія      | 1 – 2     | Данія             | ЧЄ 2020 - чвертьфінал                | -    | 65'      |
| 8-10-2021  | Прага          | Чехія      | 2 – 2     | Уельс             | Відбір до ЧС 2022                    | -    |          |
| 11-10-2021 | Казань         | Білорусь   | 0 – 2     | Чехія             | Відбір до ЧС 2022                    | -    |          |
| Усього     |                | Матчів     | 33        |                   | Голів                                | 3    |          |

## Титули і досягнення
- Чемпіон Чехії (1):

«Спарта»: 2022–23
- Кращий гравець Чемпіонату Європи серед молодіжних команд: Данія 2011